# Arabion
Arabion est le dernier roi numide indépendant (Numidie occidentale), régnant sur la région occidentale entre 44 et 40 av. J.-C. Selon Appien, il est un fils de Massinissa II et probable petit-fils de Gauda, qui a divisé la Numidie entre ses fils en 88 av. J.-C. Il est d'origine Massyle.

## Étymologie
L'étymologie du nom Arabion est inconnue, mais elle est sans doute d'origine sémitique. Elle pourrait être la même que celle du mot "Arabe" ou dérivée du mot punique rab, signifiant "chef". Le même mot existait en hébreu biblique (chef) et en araméen (gouverneur, chef d'une classe professionnelle). L'initiale A- représente probablement une berbérisation de la racine punique. Cette racine est l'équivalent de la racine libyque mas, "dirigeant", qui est à son tour la racine du nom du père d'Arabion, Massinissa. En 1955, le numismate Jean Mazard a suggéré pour la première fois que le prénom d'Arabion était le même que celui de son père et que les auteurs romains ne le désignaient que par la forme punique avec laquelle ils étaient plus familiers. 

## Fuite en Hispanie
Pendant la guerre civile de César, Massinissa II et son cousin Juba Ier, souverain du royaume plus grand et plus puissant, de la Numidie orientale, se rangèrent au côté du général romain Pompée contre Jules César. En 46 av. J.-C., César a vaincu les Optimates, lors de la bataille de Thapsus. Arabion a réussi à s'échapper et rejoindre les partisans de Pompée en Hispanie. Le royaume de son père fut rompu, et accordé aux alliés de César : la partie occidentale au roi de Maurétanie, Bocchus II, et la partie orientale, y compris Cirta, à Publius Sittius, un capitaine mercenaire romain, pour être gouverné en principauté autonome. Il est possible que Cirta n'ait pas appartenu au royaume de son père mais a celui de Juba.

## Gouvernement en Numidie
En 44 av. J.-C., probablement peu avant ou après l'assassinat de César, Arabion revint en Afrique à la demande du fils de Pompée, Sextus Pompée. De l'Afrique, il a renvoyé des hommes en Hispanie pour l'entraînement militaire. Il a récupéré le royaume de son père avec une facilité relative, forçant Bocchus à l'exil, et a alors réussi à assassiner Sittius via un stratagème. La nouvelle de ses conquêtes avait atteint Rome, le 14 juin 44, lorsque Cicéron le mentionne dans une lettre à Atticus,. Son succès est parfois attribué à l'entraînement romain des forces qu'il avait ramenées avec lui en Afrique, mais est plus probablement due à l'allégeance de la population à l'un des leurs,.
Arabion a réussi à se maintenir dans son royaume pendant quatre ans. Malgré son affinité pour les pompéiens, il a soutenu le second triumvirat après sa création en novembre 43 av. J.-C. Lors de la guerre qui éclata en 42 av. J.-C. entre Quintus Cornificius, gouverneur d'Afrique proconsulaire, et Titus Sextius, gouverneur d'Africa Nova (l'ancien royaume de Juba), il prit le parti de Sextius pour gagner la faveur des triumvirs, en particulier d'Auguste. Selon Dion Cassius, il prit d'abord le parti de Cornificius, en tant que Pompéien loyal, mais il était définitivement du côté de Sextius quand leurs armées alliées forcèrent Laelius à abandonner le siège de Cirta. Dans la bataille qui s'ensuivit près d'Utica, Cornificius fut tué et Laelius se suicida. Cela a permis à Sextius de prendre le contrôle des deux provinces de l'Afrique,.
L'étendue de la domination d'Arabion n'est pas connue avec précision. Il correspondait probablement au royaume de son père, situé entre les rivières Sava et Ampsaga. La présence de certains "Sittiens" (latin : sittiani), anciens partisans de Sittius, parmi les forces alliées d'Arabion et de Cornificius suggère qu'ils ont peut-être conservé le contrôle de la principauté du dernier mercenaire, y compris Cirta.
Jean Mazard a suggéré en 1955 que deux séries de pièces de monnaie très rares appartenaient à Massinissa II et a Arabion, mais Gabriel Camps a soutenu qu'ils appartiennent plus raisonnablement au roi de Maurétanie, Mastanesosus).

### Guerre finale et mort
En 40 av. J.-C., pendant la guerre de Pérouse, Sextius a refusé de céder la province d'Africa Vetus à Caius Fuficius Fango, à qui les triumvirs avaient accordé les deux provinces. Arabion soutenait activement son ancien allié ou refusait d'intervenir pour aider Fango. En tout cas, il a été traité comme un ennemi par ce dernier. Après être arrivé en Africa Nova, il a envahi le royaume d'Arabion et l'a forcé à fuir. Avec la cavalerie qui avait fui avec lui, Arabion a armé Sextius en Africa Vetus. Maintenant renforcé, Sextius a expulsé Fango et réaffirmé son autorité sur les deux provinces.
Peu de temps après sa victoire, Sextius commença à soupçonner la loyauté d'Arabion et le fit tuer Après la mort d'Arabion, l'ouest de la Numidie, et Cirta ont finalement été incorporés dans l'Empire romain, vraisemblablement dans la province d'Africa Nova.
Il est probable que la dispute entre Arabion et Sextius se soit concentrée autour de l'ancienne terre de Sittius ou du moins de cette partie qui avait appartenu à Massinissa II. La mort d'Arabion a été pratique pour les Sittians, puisque la terre de Sittius a été convertie par Rome en la Respublica IIII Coloniarum Cirtensium, une autonomie légionnaire spéciale dans l'Africa Nova.